# 第88回全国高等学校野球選手権大会智辯和歌山対帝京
第88回全国高等学校野球選手権大会智辯和歌山対帝京（だい88かいぜんこくこうとうがっこうやきゅうせんしゅけんたいかいちべんわかやまたいていきょう）は、2006年（平成18年）8月17日に阪神甲子園球場で行われた高校野球の試合である。
この年の全国高等学校野球選手権大会に、和歌山代表として出場した智辯学園和歌山高等学校（以下「智弁和歌山」）と、東東京代表として出場した帝京高等学校（以下「帝京」）が、大会の準々決勝で対戦した。試合は両校合わせて29安打25得点を記録する乱打戦となり、後に「甲子園史上最も壮絶な試合」と呼ばれるようになった。

## 対戦に至るまで
智弁和歌山は、2年連続で全国高等学校野球選手権大会に出場していた。1年生の頃から公式戦に出場していたメンバーが多く元々期待されていた世代だったこの年の3年生は、前年の大会の決勝を観戦し、田中将大の投球を目の当たりにして衝撃を受けていた。監督の高嶋仁も、その後開催された第36回明治神宮野球大会を視察して田中の投球に驚き、以降、チームは田中を攻略することを目標に掲げ、徹底的にバットを振り込み今大会に臨んでおり、3回戦でも大会屈指の剛腕と呼ばれていた八重山商工の大嶺裕太を打ち崩すなど強打を発揮していた。
帝京は、4年ぶりに全国高等学校野球選手権大会に出場した。東東京大会では、持ち前の強打に加えて機動力を駆使した戦いぶりを見せ、「新しい帝京のイメージを植え付けた」と評されていた。
試合前は、総合力で智弁和歌山が優勢と見られていた。

## 試合経過

### 8回まで
試合は、帝京が先攻、智弁和歌山が後攻で始まった。2回裏、智弁和歌山は帝京の先発投手・高島祥平から馬場一平が3点本塁打を放ち先制。高島はマウンドを降板する。
帝京も4回表、智弁和歌山の投手陣を攻め、2番手で登板した竹中孝昇から、塩澤佑太と杉谷拳士が二塁打を放ち2点を返す。しかし、智弁和歌山はその裏、高島に代わって登板していた垣ヶ原達也から、馬場と上羽清継の本塁打で計3点を追加。さらに7回裏には廣井亮介が2点本塁打を放ち、これを受けて帝京は垣ヶ原に代えて大田阿斗里をマウンドに送る。
帝京は8回表、塩澤が2点本塁打を放ち、点差を4点とする。

### 9回表
帝京の9回表の攻撃は大田からだったが、帝京はここで代打として沼田隼を起用する。沼田は三塁ゴロに倒れるが、その後、帝京は二死走者一、二塁とチャンスを作る。ここから中村晃、塩澤、雨森達哉、我妻壮太の4連打で1点差とし、杉谷の2点適時打で逆転に成功する。さらに、打者一巡で再び打席に立った沼田が3点本塁打を放つ。
このホームランを受けて、智弁和歌山は竹中に代えて松本利樹をマウンドに送る。松本は不破卓哉を1球で三塁ゴロに打ち取り、攻守交代となる。
帝京はこの回の攻撃で一挙8得点を挙げ、8回終了時点とは逆に智弁和歌山に4点差をつけた。帝京の監督・前田三夫は8点取ったことでこの試合は自分たちの勝利だと思い、杉谷も、沼田がホームランを打った際に「勝った」と思ったという。一方、智弁和歌山の古宮克人は、松本が1球で不破を打ち取ったことで「これまだ、行けるんちゃうか」と思ったという。

### 9回裏
9回表の攻撃で大田に代打を送っていた帝京は、9回裏、中堅手の勝見亮祐をマウンドに送る。勝見は2者連続で四球を与えてしまい、智弁和歌山は無死走者一、二塁というチャンスを得る。ストライクが1球しか入らない勝見は動揺に付け込まれたのか橋本良平に3点本塁打を打たれてしまい、智弁和歌山は点差を1点に縮める。
勝見は、続く亀田健人にも四球を与えてしまい、これを受けて前田は、遊撃手の杉谷にマウンドに登るよう指示を出す。しかし、杉谷は松隈利道に初球で死球を与えてしまい、帝京は杉谷に代えて、打撃投手を務める岡野裕也をマウンドに送る。
智弁和歌山は代打・青石裕斗が岡野から適時打を放ち、同点に追いつく。その後、岡野は2者連続で四球を与えてしまい、智弁和歌山は押し出しで決勝点を得てサヨナラ勝ちを収めた。
試合時間は2時間27分。最終的なスコアは13 - 12で、決勝点となる13点目のホームを踏んだのが松隈であったため、敗戦投手は松隈を塁に出した杉谷となった。また、勝利投手は9回表で最終アウトをとった松本であり、勝利投手と敗戦投手の投球数が共に1球という記録は、高校野球のみならず日本プロ野球でも前例のない記録となった。

### 帝京の9回の采配について
この年の東東京大会では、帝京は高島・垣ヶ原・大田の3人しか登板経験がなかった。この他春季都大会では塩澤、中村も登板していたが塩澤は腰痛のため夏は野手に専念しており、中村も夏の大会での登板機会はなかった。9回裏に登板した3人はいずれも投手経験はあったものの、試合途中で投手を使い切るというのは異例のことであり、それ故に試合後、9回表の攻撃で大田に代打を送った前田の采配はミスだったのではないかという声も一部で上がった。
前田によると、大田に代打を送ったのは「打線をつなげたい」という思いからだった。帝京の選手たちは9回表の攻撃を始める前、大田に代打を出すことが伝えられており、勝見は「逆転するためには代打でいくしかない」と思ったという。
また、前田は大田を降板させた場合、はじめから9回裏のマウンドには勝見を送る予定だったという。勝見は肩の故障のため野手に転向していたが、2年次には前田からエースナンバーを与えられていた選手だった。投手として起用された勝見自身も、後年、自分が平常心で投げていれば試合に勝てていたと語り、大田に代打を出した前田の采配はミスではなかったと発言している。

## 試合終了後
朝日新聞は、試合翌日の紙面でこの試合について「魔物は二度笑った」と報じた。
この試合に勝利した智弁和歌山は、8月19日に行われた準決勝で、田中将大を擁する駒大苫小牧と対戦するが、4 - 7で敗れた。

## スコア
|            | 1 | 2 | 3 | 4 | 5 | 6 | 7 | 8 | 9  | R  | H  | E |
| ---------- | - | - | - | - | - | - | - | - | -- | -- | -- | - |
| 帝京       | 0 | 0 | 0 | 2 | 0 | 0 | 0 | 2 | 8  | 12 | 16 | 0 |
| 智弁和歌山 | 0 | 3 | 0 | 3 | 0 | 0 | 2 | 0 | 5x | 13 | 13 | 0 |

1. （帝）：高島、垣ヶ原、大田、勝見、杉谷、岡野 - 我妻
2. （智）：廣井、竹中、松本 - 橋本
3. 審判
［球審］長谷川
［塁審］若林・藤野・三宅

## 出場選手
| 帝京 | 帝京     | 帝京              |
| 打順 | 守備     | 選手              |
| ---- | -------- | ----------------- |
| 1    | [右]     | 不破卓哉（3年）   |
| 2    | [中]投中 | 勝見亮祐（3年）   |
| 3    | [三]遊三 | 野口直哉（3年）   |
| 4    | [一]     | 中村晃（2年）     |
| 5    | [左]     | 塩澤佑太（3年）   |
| 6    | [二]     | 雨森達哉（3年）   |
| 7    | [捕]     | 我妻壮太（3年）   |
| 8    | [遊]投遊 | 杉谷拳士（1年）   |
| 9    | [投]     | 高島祥平（1年）   |
|      | 投       | 垣ヶ原達也（2年） |
|      | 投       | 大田阿斗里（2年） |
|      | 打中     | 沼田隼（3年）     |
|      | 三       | 矢島健吾（3年）   |
|      | 投       | 岡野裕也（3年）   |

| 智弁和歌山 | 智弁和歌山 | 智弁和歌山      |
| 打順       | 守備       | 選手            |
| ---------- | ---------- | --------------- |
| 1          | [中]       | 古宮克人（3年） |
| 2          | [二]       | 上羽清継（3年） |
| 3          | [投]一     | 廣井亮介（3年） |
| 4          | [捕]       | 橋本良平（3年） |
| 5          | [三]       | 亀田健人（3年） |
| 6          | [右]       | 松隈利道（3年） |
| 7          | [一]左     | 馬場一平（3年） |
| 8          | [左]       | 撫養尚希（3年） |
|            | 投         | 竹中孝昇（3年） |
|            | 投         | 松本利樹（2年） |
|            | 打         | 青石裕斗（3年） |
| 9          | [遊]       | 楠本諒（2年）   |

## 大会記録
- 1試合チーム5本塁打 - 智弁和歌山
- 1試合7本塁打 - 智弁和歌山5本、帝京2本
- 4点差からの逆転サヨナラ勝利 - 智弁和歌山